# Las aventuras eróticas de Aladino
Las aventuras de Aladino (The erotic adventures of Aladdin X) y también conocida como Erotic dremas of Aladdin X  es una película pornográfica de 1994. 

## Sinopsis
El protagonista (Christopher Clark) encuentra una lámpara mágica con la que puede obtener todos sus deseos sexuales.

## Reparto
- Christopher Clark
- Ingrid Tarpe
- Simona Valli
- Barbara Summers
- Tabatah Cash
- Beatrice Tucker
- Pussycat
- Julia Chanel